# Generalstaatsanwaltschaft Zweibrücken

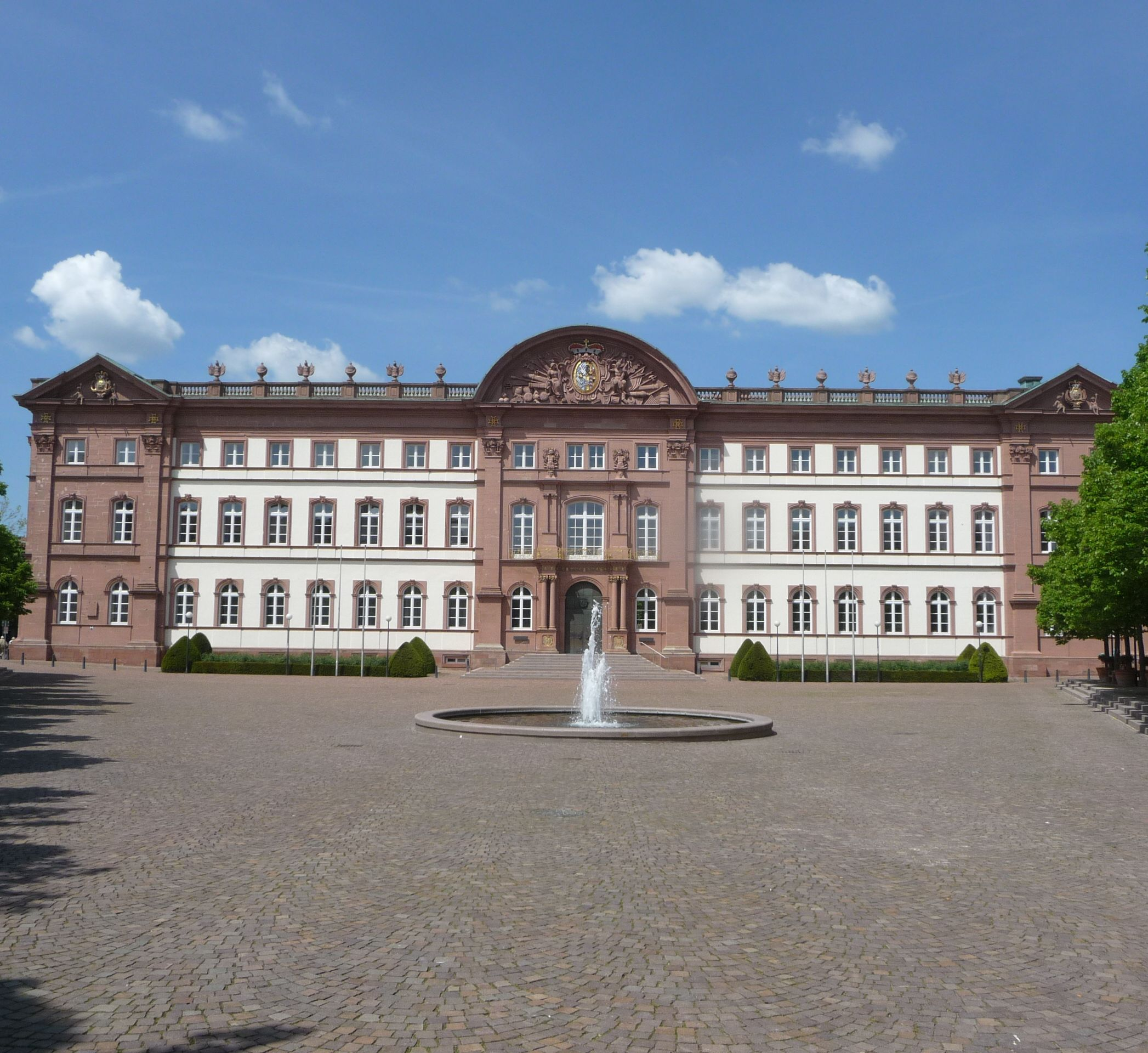
Herzogsschloss, Sitz der Generalstaatsanwaltschaft Zweibrücken

Die Generalstaatsanwaltschaft Zweibrücken befindet sich am Schloßplatz 7 in Zweibrücken. Im  September 2017 trat Martin Graßhoff das Amt des Generalstaatsanwaltes an.
Die Generalstaatsanwaltschaft Zweibrücken ist eine von 24 Generalstaatsanwaltschaften in der Bundesrepublik Deutschland. In den Zuständigkeitsbereich der Generalstaatsanwaltschaft Zweibrücken fallen die Bezirke der Staatsanwaltschaften Frankenthal/Pfalz, Kaiserslautern, Landau in der Pfalz und Zweibrücken.
Neben der Generalstaatsanwaltschaft Zweibrücken gibt es in Rheinland-Pfalz die Generalstaatsanwaltschaft Koblenz.

## Staatsanwaltschaft Frankenthal (Pfalz)
Die Staatsanwaltschaft Frankenthal befindet sich in der Emil-Rosenberg-Str. 2. Im Bezirk der Staatsanwaltschaft Frankenthal liegen die Amtsgerichte Bad Dürkheim, Frankenthal, Grünstadt, Ludwigshafen, Neustadt an der Weinstraße und Speyer.
Dieter Anders war von 1973 bis 1981 Staatsanwalt in Frankenthal/Pfalz. Hubert Ströber wurde 2013 leitender Oberstaatsanwalt in Frankenthal, er trat die Nachfolge von Lothar Liebig an. Im Jahr 2017 waren insgesamt 8 Oberstaatsanwalte und 29 Staatsanwälte beschäftigt, insgesamt wurden 125 Personen beschäftigt.

## Staatsanwaltschaft Kaiserslautern
Die Staatsanwaltschaft befindet sich in der Bahnhofstraße 24 in Kaiserslautern. Im Jahr 2014 wurde Udo Gehring  zum neuen leitenden Oberstaatsanwalt in Kaiserslautern ernannt, damit trat er die Nachfolge von Helmut Bleh an. Die Zentralstelle für Wirtschaftsstrafsachen ist bei der Staatsanwaltschaft Kaiserslautern angesiedelt.

## Staatsanwaltschaft Landau in der Pfalz
Die Staatsanwaltschaft befindet sich im Marienring 13. In dem Bezirk der Staatsanwaltschaft Landau in der Pfalz liegen die Amtsgerichte Landau in der Pfalz, Germersheim und Kandel.
Angelika Möhlig ist leitende Oberstaatsanwältin in Landau.

## Staatsanwaltschaft Zweibrücken
Die Staatsanwaltschaft in Zweibrücken befindet sich auf dem Goetheplatz 2. Im Bezirk der Staatsanwaltschaft Zweibrücken liegen die Amtsgerichte Zweibrücken sowie Pirmasens.
Die Oberstaatsanwältin Iris Weingardt ist die Behördenleiterin. Im Jahr 2017 beschäftigt die Staatsanwaltschaft Zweibrücken 46 Personen.

## Generalstaatsanwälte in Zweibrücken
- 2012–2016 Dr. Horst Hund
- 2017 – heute Martin Graßhoff